# Mystical Truth Dub
Mystical Truth Dub – osiemnasty album studyjny Black Uhuru, jamajskiej grupy muzycznej wykonującej roots reggae.
Płyta została wydana w roku 1993 przez amerykańską wytwórnię Mesa / Bluemoon Recordings. Znalazły się na niej zdubowane wersje piosenek z poprzedniego albumu zespołu, Mystical Truth. Miksu utworów dokonano w Leggo Sounds Studio w Kingston. Produkcją krążka zajęli się Christopher Troy, Bob Brockman i Zac Harmon.

## Lista utworów
1. "Questions"
2. "Bassline"
3. "Slippin' Into Darkness"
4. "Give My Love"
5. "Don't You Worry"
6. "Dreadlock Pall Bearers"
7. "One Love" feat. Louie Rankin
8. "Pay Day"
9. "Ozone Layer"
10. "Livin In The City"
11. "Young School Girl"
12. "Mercy Street"
13. "Slippin' Into Darkness (Vocal Dub)"
14. "Dreadlock Pall Bearers (Bass Dub)"
15. "Livin In The City (A Capella)"
16. "Mercy Street (Vocal Dub)"